# Oberlandesgericht Augsburg
Das Oberlandesgericht Augsburg (OLG Augsburg) war ein zwischen 1879 und 1932 bestehendes bayerisches Oberlandesgericht.

## Geschichte
Das Oberlandesgericht mit Sitz in Augsburg wurde im Jahr 1879 aufgrund des Einführungsgesetzes zum Gerichtsverfassungsgesetz von 1877 durch die Königlich Allerhöchste Verordnung vom 2. April 1879 (GVBl. S. 355) errichtet. Es war für die Landgerichtsbezirke Augsburg, Kempten, Memmingen, Neuburg an der Donau und Eichstätt zuständig. Der Gerichtsbezirk hatte eine Fläche von rund 15.020 km2 mit einer Einwohnerzahl von 954.447 (1890). Zum 1. April 1932 wurde es aufgehoben. Sein Bezirk wurde dem Oberlandesgericht München zugeteilt.
Augsburg ist heute der Sitz einiger Senate des Oberlandesgerichts München.

## Präsidenten
| Name                              | Amtszeit  |
| --------------------------------- | --------- |
| Stefan von Stengel                | 1880–1885 |
| Josef von Schmitt (Jurist, 1817)  | 1885–1888 |
| Karl von Mattenheimer             | 1888–1891 |
| Alexander Harsdorf von Enderndorf | 1891–1895 |
| Eduard von Donle                  | 1895–1899 |
| Friedrich von Enderlein           | 1899–1904 |
| Julius von Wünsch                 | 1904–1915 |
| Carl von Braun                    | 1915–1919 |
| Alfred Dürbig                     | 1919–1929 |
| Hans Aull                         | 1929–1932 |

## GEZ-Hoax
Seit dem Jahr 1999 kursieren im Internet mehrere Falschmeldungen, nach denen Rundfunkteilnehmer laut einer Entscheidung des Oberlandesgerichts Augsburg Anspruch auf Rückerstattung von Rundfunkgebühren hätten; auch der BGH hätte diese Entscheidung bestätigt. Seither weisen sowohl die GEZ als auch der BGH regelmäßig darauf hin, dass es (derzeit) weder ein OLG Augsburg noch eine entsprechende Entscheidung gibt. Folge des Scherzes waren hunderttausende ungerechtfertigte Rückerstattungsanträge – alleine in den Jahren 2000 und 2001 knapp 800.000 –, die von der GEZ bearbeitet und beantwortet werden mussten.